# Membrey
Membrey ist eine Gemeinde im französischen Département Haute-Saône in der Region Bourgogne-Franche-Comté.

## Geographie
Membrey liegt auf einer Höhe von 204 m über dem Meeresspiegel, 19 Kilometer nordöstlich von Gray und etwa 46 Kilometer nordnordwestlich der Stadt Besançon (Luftlinie). Das Dorf erstreckt sich im Westen des Départements, an leicht erhöhter Lage am östlichen Talrand des Vannon, gegenüber von Vaite, nördlich des Saônetals.
Die Fläche des 11,01 km² großen Gemeindegebiets umfasst einen Abschnitt des mittleren Saône-Tals. Die südliche Grenze verläuft stets entlang der Saône, die hier mit mehreren Mäandern nach Südwesten durch eine ungefähr zwei Kilometer breite Alluvialniederung fließt. Die Talaue liegt durchschnittlich auf 198 m. Der Fluss ist zur Wasserstraße ausgebaut und im Bereich von Membrey kanalisiert.
Der zentrale Teil des Gebietes wird von der ein Kilometer breiten Talaue des Vannon eingenommen. Auf beiden Seiten wird das Tal von rund 30 m hohen Steilhängen flankiert, die zu den angrenzenden Plateaus überleiten. Sie bestehen aus einer Wechsellagerung von kalkigen und sandig-mergeligen Sedimenten der oberen Jurazeit. Sowohl in der Talebene als auch auf dem Plateau, das auf 235 m liegt, herrscht landwirtschaftliche Nutzung vor. Nach Nordosten reicht der Gemeindeboden in das Waldgebiet Le Grand Poix, in dem mit 251 m die höchste Erhebung von Membrey erreicht wird. Die östliche Abgrenzung bildet das Tal der Gourgeonne, die wenig oberhalb des Vannon in die Saône mündet.
Zu Membrey gehört die Siedlung La Côte (205 m) am westlichen Talrand des Vannon. Nachbargemeinden von Membrey sind Brotte-lès-Ray im Norden, Tincey-et-Pontrebeau, Recologne und Vellexon-Queutrey-et-Vaudey im Osten, Seveux und Savoyeux im Süden sowie Vaite im Westen.

## Geschichte
Das Gemeindegebiet von Membrey war schon sehr früh besiedelt. Zahlreiche Spuren aus der Römerzeit wurden bei Ausgrabungen in den Jahren 1838 bis 1841 gefunden. Südöstlich des Ortes befand sich ein römisches Landgut, das vermutlich aus mehr als 60 Zimmern bestand und etwa 100 m lang war. Von den ehemaligen Mosaiken sind zeugen heute nur noch Zeichnungen.
Urkundlich erwähnt wird Membrey im Mittelalter unter dem Namen Membriacus. Der Ursprung des Ortsnamens ist unklar. Der Name könnte auf mensionagium (Latinisierung eines gallischen Wortes für Haus) oder auf den römischen Personennamen Memorius zurückgehen. Im Mittelalter gehörte Membrey zur Freigrafschaft Burgund und darin zum Gebiet des Bailliage d’Amont. Die lokale Herrschaft hatten die Herren von Ray bis ins 17. Jahrhundert inne, danach ging Membrey an die Familie Marmier über. Das Dorf wurde 1569 von Truppen des Herzogs von Zweibrücken geplündert und gebrandschatzt. Auch während des Dreißigjährigen Krieges wurde der Ort in Mitleidenschaft gezogen. Zusammen mit der Franche-Comté gelangte Membrey mit dem Frieden von Nimwegen 1678 definitiv an Frankreich. Heute ist Membrey Mitglied des 42 Ortschaften umfassenden Gemeindeverbandes Communauté de communes des Quatre Rivières.

## Sehenswürdigkeiten
Die Kirche Notre-Dame wurde von 1831 bis 1836 an der Stelle eines mittelalterlichen Gotteshauses (1211 erwähnt) im Stil des Neoklassizismus errichtet. Zur bemerkenswerten Ausstattung gehören ein Altar aus weißem Marmor, eine reich geschnitzte Kanzel aus Eichenholz, mehrere Seitenaltäre aus der früheren Kirche sowie verschiedene Gemälde aus dem 19. Jahrhundert. 
Aus dem 19. Jahrhundert stammt das Fontaine-Lavoir, das einst als Waschhaus und Viehtränke diente. Sein Dach wird von zahlreichen Säulen getragen. Zu den weiteren Sehenswürdigkeiten zählen das Backhaus, die fünfbogige Steinbrücke über den Vannon von 1775, ein Kalvarienberg von 1610 sowie die Überreste des römischen Landgutes.

## Bevölkerung
| Jahr                       | 1962 | 1968 | 1975 | 1982 | 1990 | 1999 |
| Einwohner                  | 284  | 306  | 310  | 273  | 232  | 220  |
| Quellen: Cassini und INSEE |      |      |      |      |      |      |

Mit 215 Einwohnern (1. Januar 2022) gehört Membrey zu den kleinen Gemeinden des Département Haute-Saône. Nachdem die Einwohnerzahl während des 20. Jahrhunderts deutlich abgenommen hatte (1881 wurden noch 620 Personen gezählt), wurde erst seit 1999 wieder ein leichtes Bevölkerungswachstum verzeichnet.

## Wirtschaft und Infrastruktur
Membrey war lange Zeit ein vorwiegend durch die Landwirtschaft (Ackerbau, Obstbau und Viehzucht) geprägtes Dorf. Heute gibt es verschiedene Betriebe des lokalen Kleingewerbes, vor allem in den Branchen Baugewerbe und Feinmechanik. Wichtigster Arbeitgeber ist ein medizinisch-pädagogisches Institut. In den letzten Jahrzehnten hat sich das Dorf zu einer Wohngemeinde gewandelt. Viele Erwerbstätige sind deshalb Wegpendler, die in den größeren Ortschaften der Umgebung ihrer Arbeit nachgehen.
Die Ortschaft ist verkehrstechnisch gut erschlossen. Sie liegt an der Hauptstraße, die von Gray nach Combeaufontaine führt. Weitere Straßenverbindungen bestehen mit La Roche-Morey, Ray-sur-Saône und Seveux.